# Zwei Beter
Zwei Beter (signifiant en français Deux Prières) est une œuvre pour chœur féminin a cappella composée en 1998 par Arvo Pärt, compositeur estonien associé au mouvement de musique minimaliste.

## Historique
Cette œuvre est une commande du Mädchenchor Hannover pour l'Exposition universelle de 2000 à Hanovre. Sa première mondiale a été exécutée le 2 septembre 2000 par le chœur Mädchenchor Hannover e.V. sous la direction de Gudrun Schröfel-Gatzmannsous.